# Sterigmapetalum
Sterigmapetalum es un género de plantas fanerógamas de la familia de las Rhizophoraceas, establecido en 1925 por Kuhlmann, incluyendo 9 especies de árboles y arbustos siempreverdes, distribuidos mayormente en regiones tropical y subtropical de Centro y Sudamérica, las Indias Occidentales y en África: Madagascar. 

## Descripción
Los individuos de este género son árboles que alcanzan los 20 m de altura, ramas comúnmente verticiladas y completamente cubiertas por un color amarillo-ocre. Estípulas triangulares, acuminados, de 3-5 mm de largo, pubescentes de color amarillo, glándulas internas en la base. Hojas coriáceas, elípticas u oblongo-elípticas, de 3-8 X 1.5-5.5 cm, obtusas a truncadas en la base, glabras por el haz y tomentosas en el envés. Inflórescences axilares solitarias, con una a muchas flores, pedúnculo estriado, flores masculinas con cáliz lobulado, obovados, de 3-5 x 2-3 mm, pentámeras, con 8 a 10 estambres unidos en la base. Frutos obovados de 8-12 X 4-7 mm, completamente cubiertos de indumento, semillas de 4-5 mm de largo, oblongas, glabras y reticuladas  Archivado el 8 de noviembre de 2016 en Wayback Machine..

## Taxonomía
Sterigmapetalum fue descrito por João Geraldo Kuhlmann y publicado en Archivos do Jardim Botânico do Rio de Janeiro 4: 359, en el año 1925. La especie tipo es: Sterigmapetalum obovatum Kuhlm. 

## Especies
- Sterigmapetalum chrysophyllum Aymard & N. Cuello
- Sterigmapetalum colombianum Monachino
- Sterigmapetalum exappendiculatum J.A.Steyermark & R.Liesner
- Sterigmapetalum guianense J.A.Steyermark.
- Sterigmapetalum heterodoxum J.A.Steyermark & R.Liesner
- Sterigmapetalum obovatum Kuhlm.
- Sterigmapetalum plumbeum G.A.Aymard C. & N.Cuello A.
- Sterigmapetalum resinosum J.A.Steyermark & R.Liesner
- Sterigmapetalum tachirense J.A.Steyermark & R.Liesner